# Rudolph Friedrich Hohenacker
Rudolph Friedrich Hohenacker est un missionnaire et botaniste suisse né à Zurich en 1798 et mort le 14 novembre 1874.

## Biographie
Dans les années 1820, Rudolph Friedrich Hohenacker est envoyé en mission à Helenendorf (actuellement Göygöl en Azerbaïdjan) dans la région de Transcaucasie où il travaille en tant que docteur et missionnaire. Dans cette région, il collecte de nombreuses plantes et reçoit la visite d'autres botanistes. Les plantes récoltées dans certaines localités de la collection botanique de Hohenacker telles que le Chili, l’Éthiopie, l'Inde, l'Italie, l'Arabie saoudite, l'Afrique du Sud ou le Surinam sont attribuées à d'autres collecteurs.
En 1841, il retourne en Suisse, à Bâle avant de déménager à Eßlingen, en Allemagne de 1842 à 1858 puis à Kirchheim unter Teck. À son retour d'Asie centrale, il devint agent de spécimens, c'est-à-dire qu'il vend des exsiccatae, spécimens de plantes issus d'herbiers d'autres collecteurs.
Il entretient une correspondance avec le botaniste allemand George Engelmann de 1847 à 1860. Son ouvrage le plus célèbre est (la) Enumeratio Plantarum quas in itinere per provinciam Talysch collegit. Il est aussi éditeur d'ouvrages scientifiques de botanique.

## Reconnaissance scientifique
En 1836, le genre botanique Hohenackeria (famille des Apiaceae) a été nommé en son honneur par Carl Anton von Meyer et Friedrich Ernst Ludwig von Fischer.
L'abréviation de l'auteur Hohen. est utilisée en taxinomie végétale quand on cite un nom botanique dont il est l'auteur.

## Sélection d'ouvrages
- (la) R. F. Hohenacker, Enumeratio plantarum quas in itinere per provinciam Talysch, Moscou, 1838 (OCLC 995569199, lire en ligne)
- R. Fr Hohenacker, Correspondence: Hohenacker (Rudolf) and Engelmann (George), 1847 (OCLC 863230307, lire en ligne)
- (de) R. F Hohenacker, Höhenprofil und Kärtchen des südlichen Theiles von Persien mit Rücksicht auf die Vegetationsverhältnisse, 1846 (OCLC 312366386, lire en ligne)
- (la) Rudolph Friedrich Hohenacker, Enumeratio plantarum in territorio Elisabethopolens, et in provincia Karabach sponte nascentium., 1833 (OCLC 24560653, lire en ligne)